# Heckmeck am Bratwurmeck
Heckmeck am Bratwurmeck ist ein Würfelspiel von Reiner Knizia, welches im Wesentlichen aus acht speziellen Würfeln sowie 16 Spielplättchen, den Bratwurmportionen, besteht. Es erschien in einer deutsch/englischen Version 2005 beim Zoch Verlag und ist mittlerweile auch in weiteren Sprachversionen publiziert.

## Hintergrundgeschichte
Die Spieler agieren als Zulieferer für einen Bratwurmgrill und sollen Würmer scharren, wobei ein Konkurrenzkampf entsteht und auch ein von einem Spieler ausgegrabener Wurm noch seinen Besitzer wechseln kann.
Thematisch reiht sich das Spiel in eine Reihe weiterer im Zoch Verlag erschienenen tierbezogenen Spiele wie Hick Hack in Gackelwack, Zicke Zacke Hühnerkacke und Gloria Picktoria ein.

## Spielablauf
In Heckmeck am Bratwurmeck versuchen die einzelnen Spieler, durch Werfen mit acht Würfeln und Beiseitelegen gefallener Würfelsymbole eine möglichst hohe Augensumme zu erreichen, um damit eine der Bratwurmportionen im Wert von 21 bis 36 Augen zu erhalten. Gespielt wird mit regulären sechsseitigen Würfeln, bei denen allerdings die sechs durch ein Wurmsymbol ersetzt ist, welches fünf Punkte zählt.
Während eines Spielzuges wählt der jeweilige Spieler nach jedem Wurf alle Würfel eines Würfelsymbols, welche nun für die Punktzahl zählen. Die übrigen Würfel dürfen erneut gewürfelt werden. Bei den folgenden Würfen ist zu beachten, dass nicht erneut ein Würfelsymbol gewählt werden darf, welches schon herausgelegt wurde. Während so einerseits die Anzahl der zu werfenden Würfel kontinuierlich sinkt, werden auch die Symbole, welche herausgelegt werden dürfen, limitiert. Sollte ein Spieler in seinem Wurf kein Symbol mehr vorfinden, welches er noch auswählen dürfte, geht sein aktueller Spielzug punktlos aus. Zusätzlich muss er seine zuletzt erhaltene Bratwurmportion wieder in die Mitte zurücklegen. Ein wesentliches spannungsbildendes Element ist also, den richtigen Zeitpunkt zum Beenden des Würfelns und somit des Spielzuges zu finden und gleichzeitig sein Würfelergebnis zu maximieren. Um die Dauer einer Spielrunde zu begrenzen, wird nach Rücklage eines Bratwurmsteins der höchste in der Mitte liegende Stein umgedreht, d. h. aus dem Spiel genommen, sofern dies nicht der zurückgelegte ist.
Je nach erreichter Punktzahl darf sich der Spieler unter den 16 Bratwurmportionen diejenige mit entsprechender Punktzahl aus der Tischmitte nehmen, er muss dazu allerdings mindestens ein Wurmsymbol in seiner Kombination haben. Ist keine solche vorhanden, werden entweder die nächstkleinere ausgewählt oder einem Mitspieler die entsprechende Bratwurmportion weggenommen, soweit die Augenzahl exakt stimmt. Die Spieler stapeln dabei die Bratwurmportionen vor sich zu einem kleinen Turm, es kann nur die jeweils zuletzt erhaltene Bratwurmportion gestohlen werden.
Das Spiel ist beendet, wenn keine Bratwurmportion mehr in der Mitte liegt, Sieger ist der Spieler, der auf seinen gesammelten Steinen die höchste Summe an Bratwürmern erreicht hat.

## Übersetzungen
Neben der deutsch/englischen Version des Zoch Verlags erschien Heckmeck am Bratwurmeck auch in französisch/englischer Version bei Gigamic/Rio Grande Games als Pickomino, auf Niederländisch bei 999 Games als Regenwormen, auf Ungarisch bei Piatnik als Kac-kac kucac, auf Spanisch bei Mercurio als Piko Piko und auf Italienisch bei Venice Connection als Il verme è tratto.